# Arantxa Urretabizkaia
Arantxa Urretabizkaia Bejarano, ou simplesmente Arantxa Urretabizkaia (San Sebastián, 1 de julho de 1947) é uma escritora contemporânea, atriz e roteirista basca.

## Biografia
Arantxa Urretabizkaia Bejarano nasceu em 1 de julho de 1947, em Donostia-San Sebastián, Guipúzcoa, País Basco. Ela estudou na Universidade de Barcelona e escreveu os roteiros:
1. A Los Cuatro Vientos, (Título em Inglês: aos quatro ventos), 1987
2. Zergatik panpox? (Basco - lançado como um filme em 1985)
3. Albaniaren konkista, (Basco título: Albaniaren konkista), 1984.

Em 1981, ela também atuou no filme La Fuga de Segovia.
Em 1988, o Departamento de Cultura e Turismo do Governo basco criou o Prémio de Merecimiento de las Letras Vascas e nomeado Urretabizkaia um membro para representar os interesses culturais bascos.
Algumas de suas obras foram traduzidas para língua alemã.

## Trabalhos

### Romances
- Zergatik panpox? (1979, Hordago) ISBN 84-7099-086-1. Spanish: ¿Por qué Panpox?, Edicions del Mall, ISBN 84-7456-321-6
- Saturno (1987, Erein). Spanish: Alfaguara hispánica, 1999
- Koaderno gorria (1998, Erein)

### Poesias
- Maitasunaren magalean (1982, GAK)
- XX. mendeko poesia kaierak - Arantxa Urretabizkaia (2000, Susa)